# 釋開豐
釋開豐（1931年9月11日—2004年5月13日），俗名李焜泰，高雄市路竹區人，龍發堂創辦者。

## 生平
李焜泰，高雄市路竹區人，育有四名子女，出家後原本在鄉內一處草寮修行，因緣際會收容一名精神病患為徒，細心照料後竟然痊癒，未料從此照顧的精神病患如滾雪球般愈來愈多，讓龍發堂從此揚名。
李焜泰四十歲才剃度，民國五十九年（1970年）在路竹老家搭建茅草龍發堂，開始收容精神病患。起先，李焜泰以繩子和第一位病患相繫，透過佛經講解，使其病況逐漸穩定，李焜泰稱之為「感情鍊」，也演變成後來的鐵鍊，將數百上千的病人以鍊子鍊住，也因如此引發外界不人道爭議。儘管收容方式有爭議，李焜泰自認以愛心感化病人，這才能讓病患不需要服藥，李焜泰強調，心病還需心藥醫。李焜泰曾表示，讓病人工作，不但可賺取龍發堂的開銷經費，最重要的是讓病人有寄託，從工作中獲得滿足感。
龍發堂近年來在政府介入輔導之下，已開放讓署立嘉南療養院醫護進入協助，高雄縣政府已核准籌設財團法人龍發堂康復之家附設身心障礙教養院。

## 軼聞
釋開豐是1955年叛逃中共的高雄路竹鄉籍警官洪進山的表弟。

## 外部連結
- 龍發堂網站